# Michael Heaver
Michael Heaver (Cambridge, 29 settembre 1989) è un politico britannico del Partito della Brexit e europarlamentare dal 2019 al 2020.

## Biografia
Ha studiato al Coleridge Community College, al Hills Road Sixth Form College e all'Università dell'East Anglia. All'età di 17 anni si unì al Partito per l'Indipendenza del Regno Unito. Era responsabile dell'attività Internet dell'UKIP ed era anche il principale consulente stampa di Nigel Farage. Nel 2017 è diventato comproprietario ed editore del sito web "Westmonster" finanziato da Arron Banks.
Nel 2019 entra a far parte del Partito della Brexit, una nuova iniziativa di Nigel Farage. Nelle elezioni dello stesso anno, è stato eletto membro della IX legislatura dalla lista di questo gruppo.